# Isla de Colom
La isla de Colom es un islote español de 59 Ha, separado unos 200 metros de la costa nordeste de la isla de Menorca, en  Baleares. Pertenece al término municipal de Mahón y es la mayor de las islas e islotes que rodean Menorca. Antiguamente se utilizó como lazareto. Una parte se utilizó para el cultivo; también se intentó la explotación de varias minas.
Era propiedad de la familia Roca (natural de Mahón) desde 1904 cuando Antonio Roca Várez la adquirió en una subasta, desde entonces ha sido la residencia de verano de sus descendientes hasta que en el año 2018 la vendieron por 3.2 millones de euros. En la actualidad forma parte del parque natural de la Albufera del Grao.

## Flora y fauna

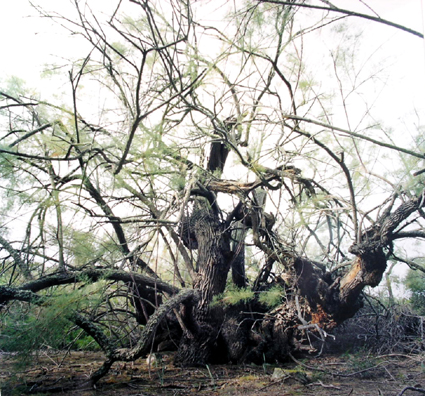
Tamarindos de la Isla de'n Colom.

La vegetación está formada por la comunidad de Launaea cervicornis, especie que forma pequeños cojinetes espinosos. Entre las plantas más interesantes destaca el arbusto endémico Daphne rodriguezii, descubierta y descrita por el naturalista Joan Joaquín Rodríguez Femenias.
El tamarindo (Tamarix africana) es otra planta bastante característica de la isla. Se trata de una especie de arbusto de origen africano situado en la playa de los Tamarindos a la que da nombre. Cada arbusto puede llegar a adquirir una altura de 6 metros y un diámetro de 1.3 metros, y en general tienen más de 100 años de antigüedad. La distribución inicial de estos arbustos parece que seguía la de dos hileras, pero esta característica ha ido desapareciendo con los años y la alteración natural de las dunas.
En cuanto a la fauna, la isla de Colom cuenta con numerosas aves marinas. Destacan la colonia de gaviota patiamarilla (Larus michahellis), el cormorán grande (Phalacrocorax carbo) y el cormorán moñudo (Phalacrocorax aristotelis), la pardela pichoneta (Puffinus puffinus) y la pardela cenicienta (Calonectris diomedea). Destacan también el milano real (Milvus milvus), el águila pescadora (Pandion haliaetus) así como dos especies de halcones: el halcón peregrino (Falco peregrinus) y el halcón de Eleonora (Falco eleonorae). Por lo que se refiere a fauna terrestre, destaca una subespecie endémica de la lagartija balear, la Podarcis lilfordi brauni de color azul.

## Las playas
La isla tiene dos playas paradisíacas: els Tamarells (los Tamarindos) y el Arenal d'en Moro. Las dos playas están situadas en la costa oeste de la isla, mirando hacia la costa de Menorca, situación que las resguarda del viento de tramontana y por lo cual se convierten frecuentemente en refugio de embarcaciones. Son de arena relativamente fina por ser playas de la costa norte de Menorca y sus aguas son azules y cristalinas. 

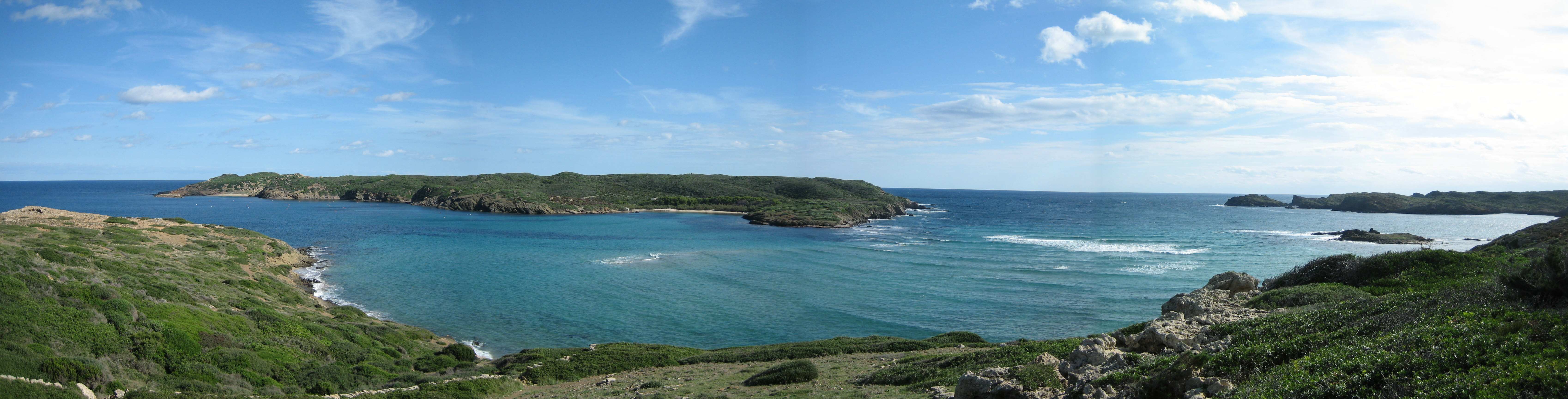
Panorámica de la isla de Colom.

## Historia minera
La historia minera de la isla de Colom comenzó el 9 de enero de 1901 con las solicitudes de registro de la mina de hierro Nuevo Siglo, y seis meses después, la mina de cobre Renovada, realizadas por Pablo Ruiz Verd, director gerente de la Sociedad Anónima La Maquinista Naval. Las 150 pertenencias registradas para la primera de ellas se correspondían con 1.500.000 metros cuadrados aproximadamente, es decir, la totalidad de la isla de Colom, a tal punto que en la solicitud de demarcación se puede leer: ...linda este registro por todos los vientos con el Mediterráneo.
En marzo de 1902, tras los primeros trabajos, se registra de nuevo la mina Nuevo Siglo para zinc, con tan solo 20 pertenencias, sobre la demarcación preexistente de mina Renovada.
A finales de 1904, la mina pasa a denominarse Constanci', hasta finales de 1915 que vuelve a ser registrada por Antonio Roca Várez como mina La Paloma. El 9 de agosto de 1926 vuelve a ser registrada como Blendífera por Mercedes Alujas Puig, vecina de Barcelona y última propietaria de la concesión minera. Mercedes Alujas Puig presenta su solicitud de registro de la mina Blendífera el 9 de agosto de 1926, y es publicado en el Boletín Oficial de la Provincia de Baleares N.º 9309, con fecha 14 de agosto del mismo año. Transcurrido el plazo de exposición pública de 60 días sin que se produzcan reclamaciones, el ingeniero jefe solicita del gobernador civil se decrete la demarcación de Blendífera.
Será el Boletín Oficial N.º 9338 de fecha 21 de octubre de 1926 quien especifique la fecha en que el personal facultativo del Distrito Minero de Baleares procederá a la demarcación de la mina Blendífera (N.º 1514 del registro general). La fecha de demarcación fijada es del 28 al 31 de octubre del mismo año. La mina es demarcada oficialmente por el Ingeniero del Cuerpo Nacional de Minas Juan Rubio los días 28 y 29 de octubre de 1926.
Finalmente, y una vez satisfechos los derechos correspondientes, el gobernador civil Pedro Llosas Badia expide el título de propiedad de la concesión minera a Mercedes Alujas Puig el 2 de abril de 1928.

## Construcciones y monumentos

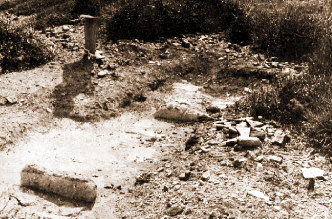
Basílica paleocristiana.

En la isla se pueden encontrar dos monumentos de especial interés histórico. El primero es una basílica paleocristiana descubierta por María Luisa Serra Belabre en agosto de 1967, aunque ya había identificado parte del ara paleocristiana en 1958. En los alrededores de la basílica se recogieron diferentes fragmentos de luciernas paleocristianas de probable procedencia norte-africana que datan del siglo IV d. C., así como sigillates claras del tipo D (siglo IV-siglo VII d. C.).
No muy lejos del yacimiento paleocristiano se encuentra un monumento funerario con una inscripción dedicada a la muerte de tres afectados de peste que murieron en la isla el 29 de mayo de 1787. Este monumento lo hizo construir e hizo poner la inscripción Antonio Roca Várez a principios de siglo XX.
Además, en la isla también encontramos dos casas; una más antigua, posiblemente de unos 150-200 años que de hecho era el casal de la finca agrícola que había sido la isla durante décadas. Y la otra, es una casa de madera de más reciente construcción. Las dos están sitas en el pinar de la playa de Los Tamarells. No muy lejos de las casas, encontramos unas construcciones agrícolas en estado de abandono: una boyera, una era, canalizaciones de agua, bebedoras para ganado y un pozo de agua dulce.

## Historia: un lazareto provisional
Este islote, próximo a la costa nordeste de Menorca, sirvió de lazareto provisional cuando a mediados de 1785, España recibió los esclavos españoles liberados por Argelia como consecuencia de la nueva paz instaurada con la regencia de Argel.
Embarcados en la urca real Redemptora, al bergantín Monte Carmelo y al jabeque La Soledad, llegaron los cautivos españoles hasta Alicante, puerto en el cual no fueron autorizados a desembarcar por provenir de un país declarado apestado. Entonces, se ordenó que se pusieran rumbo a Mahón para pasar cuarentena. La urca real Redemptora, al mando de Bartolomé Escudero, llegó al puerto de Mahón día 3 de abril de 1787, trayendo a bordo 263 esclavos. El bergantín con el patrón Andrés Escudero y el jabeque (embarcación con tres palos, de velas latinas, también navegable a remo) con Antonio Socías llegaron día 7 del mismo mes. Estos dos últimos traían a bordo 84 esclavos que, en los libros de La Consigna no figurarían como pasajeros, sino como carga de esclavos.
Debido a que el número de esclavos que habían de hacer cuarentena era superior a la capacidad de la isla de la Cuarentena (lazareto oficial de Menorca), las naves fueron desviadas hacia la isla de Colom. El desembarque finalizó día 16 de abril, tanto de pasajeros como de carga y efectos. El año 1787, este lazareto provisional contaba con 9 tiendas o barracas para unas 15 personas cada una; una barraca para el capitán de la urca, el capellán y un cadete; otra barraca destinada a las mujeres; una casa que ya estaba para el médico, cirujano y boticario; otra como hospital de enfermedades comunes; un horno donde se conservaba la cal viva para realizar los entierros; una tienda-hospital para los enfermos sospechosos, otra para los contagiados, y otra para los males conocidos; una barraca para purificar la ropa; una casa de madera para los facultativos de urgencias; una casa para los enterradores; un cementerio; una casa para los guardias y pozos de agua. Justo en frente de la isla, en tierras menorquinas, se montó un cordón sanitario con numerosa guardia militar y algunos civiles a las órdenes de un diputado de salud, para evitar que los allí recluidos pudieran comunicarse con la costa de Menorca.
Finalmente, día 11 de junio se concedió la libertad a los tres navíos y hacia día 4 de agosto se liberaron todas las personas que quedaban en el islote. Murieron dos individuos, uno de tuberculosis y otro de peste bubónica. Estos enfermos habían llegado ya muy graves, muriendo durante los días de desembarque. El resto de pasajeros y tripulación que habían cumplido cuarentena tan pletóricos de salud, dejaron en el islote una lápida con la siguiente leyenda: Insula Salutis.
El capitán Juan Roca Vinent fue uno de los encargados principales de llevar a cabo las gestiones del desembarque y estancia de los esclavos en la isla. Fiel a su Diario de Mahón (1776 y 1826), el capitán anotó diariamente todos los acontecimientos del proceso en cuestión. Este documento se conserva en el Archivo Municipal de Mahón desde 1926, año en que el Ayuntamiento de Mahón lo compró a la familia Roca. A partir de estas anotaciones, el último heredero de la familia Roca en posesión del Diario de Mahón, Antonio Roca Várez, se enamoró tanto de la isla de Colom que acabó comprándola y actualmente continúa siendo propiedad de la familia Roca. Antonio Roca Várez fue un amante como el que más de la isla de Menorca y de su historia, según demostró siempre en la esfera de la intelectualidad mahonesa. Posiblemente por eso debió comprar la isla de Colom, enamorado de su paisaje y su historia a lo largo de los siglos, hizo poner una placa en el interior de la casa de la isla en la que hoy en día aún se puede leer el siguiente texto referido a los esclavos de Argelia:

En esta humilde casa convertida en hospital entró S.D.M en forma de santo viático siendo administrado por estar en peligro de muerte a 4 esclavos españoles redimidos por el rey D. Carlos III llamados Miguel Martínez, Agustín Vega, Juan Vidal y Blas Villar el día XXIX de mayo de MDCCLXXXVII.